# Biafrabukten

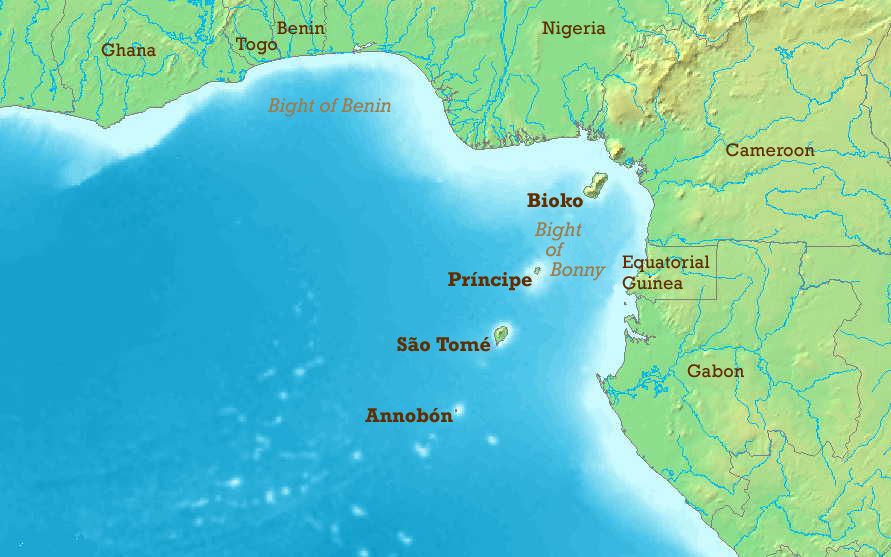
Biafrabukten (Bight of Bonny) på en engelskspråkig karta.

Biafrabukten (sedan 1975 även kallad Bonnybukten) är den innersta delen av Guineabukten vid den västafrikanska atlantkusten. Bukten sträcker sig från Nigerflodens mynning i Nigeria till Kap Lopez i Gabon. På 1600-, 1700- och 1800-talen var bukten skådeplats för en omfattande slavhandel, speciellt från hamnarna i Brass, Bonny, Opobo och Calabar.